# Кременчуцкий, Максим Леонидович
Макси́м Леони́дович Кременчу́цкий (укр. Максим Леонідович Кременчуцький; 25 января 1986, Кременная, Ворошиловградская область, Украинская ССР, СССР) — украинский футболист, полузащитник.

## Ранние годы
Воспитанник луганского футбола. Футболом начинал заниматься в Кременной. Первый тренер — Николай Евгеньевич Карманов. Через год продолжил обучение в московской футбольной школе «Голеадор». В столице России пробыл три года, до самого расформирования академии. Завершил обучение в луганском спортинтернате. Тренер – В. Г. Петров.

## Клубная карьера
Ещё в школьные годы Кременчуцкий привлекался в «Зарю», играл в чемпионате области за дублёров. В основном составе провёл 8 матчей в первой лиге. Не имея стабильного места в основном составе, поездил по арендам: «Авангард» (Ровеньки),  «Освита» (Бородянка), «Волынь» (Луцк) и «Гелиос» (Харьков).
В 2009 году Юрий Коваль пригласил футболиста в «Александрию». В этой команде футболист провёл три года. В её составе становился победителем первой лиги 2010/11. После выхода «Александрии» в Премьер-лигу выступал преимущественно за дубль, сыграв лишь один матч в сезоне за первую команду. Единственный матч в высшем дивизионе провёл 20 ноября 2011 года против киевского «Динамо», заменив в игре после перерыва Андрея Гитченко. По собственным слова, последний год в «Александрии» пропустил из-за травмы и восстановительных процедур. После завершения осенней части премьерлигового сезона по обоюдному согласию расторг контракт с клубом.
Зимой 2012 года поехал на просмотр в «Нефтяник-Укрнефть», после чего заключил контракт с этим клубом. В 2014 году присоединился к ПФК «Сумы».